# 后亭村
35°53′42″N 116°29′33″E / 35.8950727°N 116.4924351°E
后亭村是山东省东平县彭集街道所辖的一个行政村，为东平县历史文化名村，村庄坐落于大汶河冲积平原之上，北隔大清河与无盐村相望。2000年，全村925户，3790人，耕地3757亩。
该村为周朝古聚落“郈”的所在地，郈邑即孔子所言“堕三都”中的三都之一，为郈氏的发源地。后亭村附近的郈邑故城为东平县文物保护单位。